# 5473 Yamanashi
5473 Yamanashi (1988 VR) là một tiểu hành tinh vành đai chính được phát hiện ngày 5 tháng 11 năm 1988 bởi Kushida và Muramatsu ở Yatsugatake.